# Паханг (футбольний клуб)
Футбольний клуб «Шрі Паханг» (малай. Kelab Bola Sepak Sri Pahang) — малайзійський професійний футбольний клуб із міста Куантан в штаті Паханг. Команда була заснована в 1959 році, і з цього часу в домашніх матчах команда грає в жовтій формі. У перші роки існування клубу домашні матчі проводились на громадських майданчиках міста, та за межами Куантана в різних районах Пахангу.
Найнижча точкою виступів клубу була в 2012 році, коли «Паханг» вилетів у Прем'єр-лігу Малайзії. Клуб повернувся з нижчого дивізіону до Ліги Супер в 2013 році після перемоги в матчі плей-оф проти клубу «Кедах». «Паханг» у своїй історії виграв 5 титулів чемпіона країни, 1 раз виграв Прем'єр-лігу Малайзії, 3 рази виграв Кубок Футбольної асоціації Малайзії, 4 рази виграв Кубок Малайзії, та 3 рази Суперкубок Малайзії.

## Історія

### Ранні роки (1959—1979)
Клуб «Паханг» був заснований султаном Абу Бакаром у 1959 році, щоб представляти штат «Паханг» у Кубку HMS Beagle. У наступному році футбольна асоціація штату починає підготовку до ігор проти команд інших штатів перед першою участю у Кубку HMS Beagle. Будівництво сучасного домашнього стадіону клубу, стадіону «Дарул Макмур», було завершено Радою Куантана в 1970 році.

### Здобуття популярності (1980—2008)
На чолі з легендарним Джамалом Насіром «Паханг» виграв свій перший трофей у 1983 році, коли клуб став володарем Кубка Малайзії, найпрестижнішогой турніру в малайзійському футболі, після перемоги над «Селангором» у фіналі, порушивши довгу дуополію «Селангору» та клубу «Сінгапур», та також став першою командою східного узбережжя країни, яка виграла кубок. Тим не менш, найуспішнішою епохою клубу були 1990-ті роки, коли «Паханг» 4 рази доходив до фіналу Кубка Малайзії, хоча виграв кубок лише один раз у 1992 році. 1992 рік став найкращим роком команди, коли «Паханг» виграв дубль, чемпіонат і Кубок Малайзії. Того року «Паханг» називали «Командою мрії», і за неї грали низка відомих гравців, зокрема Долла Саллех, Зайнал Абідін Хассан, Ахмад Юсоф, Хайрул Азман Мохамед, Абдул Мубін Мохтар, легенда австралійського футболу Алан Девідсон, і легенда сінгапурського футболу Фанді Ахмад. «Паханг» переміг «Кедах» у фіналі, та виграв Кубок Малайзії, завдяки найшвидшому голу в історії Кубка Малайзії Зулхамізана Закарії. «Паханг» також став першим переможцем Ліги Супер у новому форматі в 2004 році, вигравши 14 матчів, зігравши 5 нічиїх, і зазнавши 2 поразки в 21 грі чемпіонату.
«Паханг» був однією з науспішніших команд Малайзії з 1980 по 2007 рік, та виховав багато талановитих місцевих гравців з академії, зокрема Хайрул Азман Мохамед, один із найкращих воротарів в Азії 1990-х років, результативний нападник Мохд Фадзлі Саарі, який грав у німецькому клубі «Веен», та Мухаммад Джузайлі Саміон, який також грав за клуб четвертого німецького дивізіону «Гаугенау» в 2000 році.
У 2005 році «Паханг» був запрошений на клубний чемпіонат АСЕАН 2005 року, де команда посіла друге місце, програвши у фіналі сінгапурській команді «Тампінс Роверс». У 2008 році до «Паханга» перейшли багато талановитих молодих гравців клубу «Шахзан Муда».

### Нерівномірні виступи (2009—2012)
У 2011 році «Паханг» провів свій найгірший сезон в історії клубу, фінішувавши на 13-му місці з 5 перемогами, 7 нічиїми та 14 поразками, та понизився до другого рівня малайзійського футболу, Прем'єр-ліги Малайзії. Перебуваючи в Прем'єр-лізі Малайзії, «Паханг» продемонструвала значне покращення в сезоні 2012 року, клуб чудово виступив у Кубку Футбольної асоціації Малайзії, дійшовши до чвертьфіналу кубка. У 2012 році клуб також посів друге місце в Прем'єр-лізі Малайзії, відстаючи від першого місця в лізі на 8 очок, що дало клубу право взяти участь у матчах плей-оф за підвищення до Ліги Супер. «Паханг» переміг клуб «Кедах» з рахунком 3–2 у серії пенальті у фіналі плей-оф, вигравши підвищення до Ліги Супер на сезон 2013 року.

### Підйом «Слонів»
«Паханг» чудово виступив у Кубку Малайзії 2013 року, дійшовши до фіналу, де переміг «Келантан» з рахунком 1–0. Азамуддін Акіл отримав нагороду найкращого гравця, а Матіас Конті став найкращим бомбардиром турніру. У Кубку Малайзії 2014 року «Паханг» дійшов до фіналу, в якому зумів захистити титул проти команди «Джохор Дарул Тазім» завдяки нігерійському нападнику Діксону Нвакаеме, який забив обидва голи команди в нічийній грі (2–2), яка врешті закінчилася на користь «Пахангу» перемогою з рахунком 5–3 у серії пенальті. Нвакаеме також став найкращим бомбардиром Кубка з 8 голами.
У 2014 році «Паханг» виграв Суперкубок Малайзії завдяки голу Матіаса Конті в грі проти клубу «Лайонс XII». «Паханг» також здобув Кубок Футбольної асоціації Малайзії 2014 року, зстрівшись у фіналі з «Фелда Юнайтед», у якому «Паханг» програвав з рахунком 1-0, а на 80-ій хвилині Файзол Хуссієн зрівняв рахунок 1-1. Далі Нвакаеме забив на 89-й хвилині, закріпивши перемогу «Паханга», і в підсумку клуб виграв кубок у 2014 році.
У 2018 році «Паханг» здобув ще один відмінний результат у Кубку Футбольної асоціації Малайзії 2018 року, у якому команда перемогли з рахунком 2–0 «Селангор» у фіналі після поразки 2-3 від «Кедаха» у фіналі Кубка Футбольної асоціації Малайзії 2017 року.

### Злети та падіння (з 2019 року)
У 2021 році футбольний клуб «Паханг» отримав нову офіційну назву «Шрі Паханг».

## Стадіон

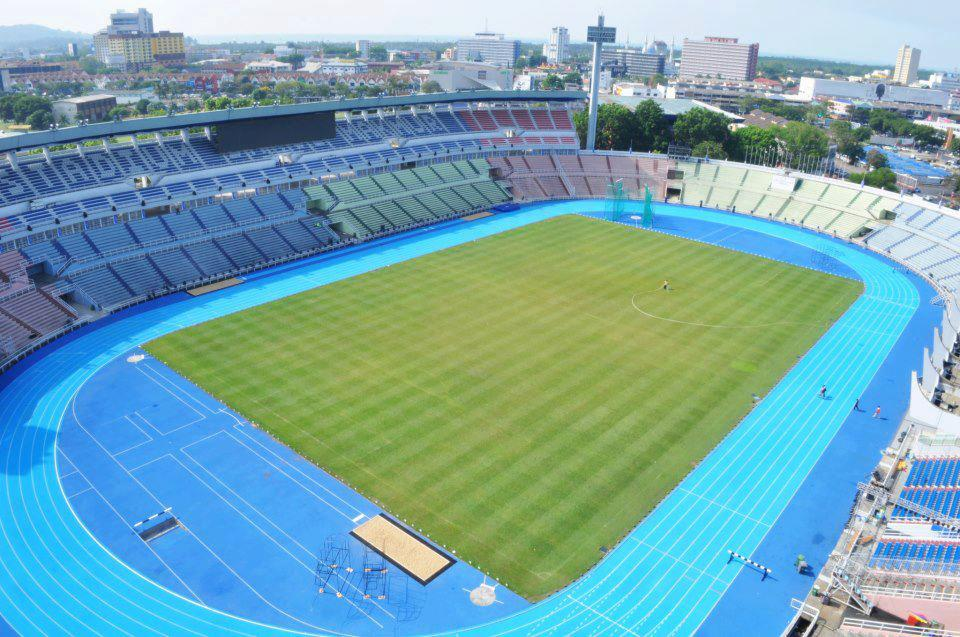
Стадіон Дарул Макмур є домашнім полем клубу з 1970 року.

Команд «Паханг» зараз базується на стадіоні «Дарул Макмур» у Куантані в штаті Паханг. Місткість стадіону становить 40 тисяч глядачів, на ньому також є бігова доріжка. Він був відкритий у 1970 році, а місткість була збільшена після реконструкції в 1995 році разом із проведенням у Куантані Ігор Сукма в 1996 і 2012 роках. У 2012 році клубові довелося вперше грати на міні-стадіоні «Темерлох» як домашньому полі після того, як стадіон «Дарул Макмур» був закритий на реконструкцію для Ігор Сукма 2012 року. Через рік клуб повернувся на нещодавно відремонтований стадіон «Дарул Макмур» і того ж року втретє виграв Кубок Малайзії, поклавши край 21-річній кубковій посусі.

## Власники та адміністративний персонал
Власником клубу є компанія «Sri Pahang Football Club Sdn. Bhd.». Власниками цієї компанії є Тенгку Абдул Рахман Ібні Султан Ахмад Шах Аль-Мустафі Білла, Раджа Дато Шахарудін бін Раджа Джаліл Шах і Різал бін Че Хашим. Президентом клубу є Тенгку Абдул Рахман Ібні Султан Ахмад Шах Аль-Мустафі Білла, віцепрезидентом клубу є Мухаммед Сафіан Ісмаїл. До ради директорів клубу входять Шахарудін бін Раджа Джаліл Шах і Різал бін Че Хашим. Головним виконавчим директором клубу є Суффіян Аванг.

## Досягнення
- Чемпіон Малайзії:
  -  Чемпіон (5): 1987, 1992, 1995, 1999, 2004
- Кубок Малайзії:
  -  Переможець (4): 1983, 1992, 2013, 2014
- Кубок Футбольної асоціації Малайзії:
  -  Переможець (3): 2006, 2014, 2018
- Суперкубок Малайзії:
  -  Переможець (3): 1992, 1993, 2014